# Pêndulo de Foucault

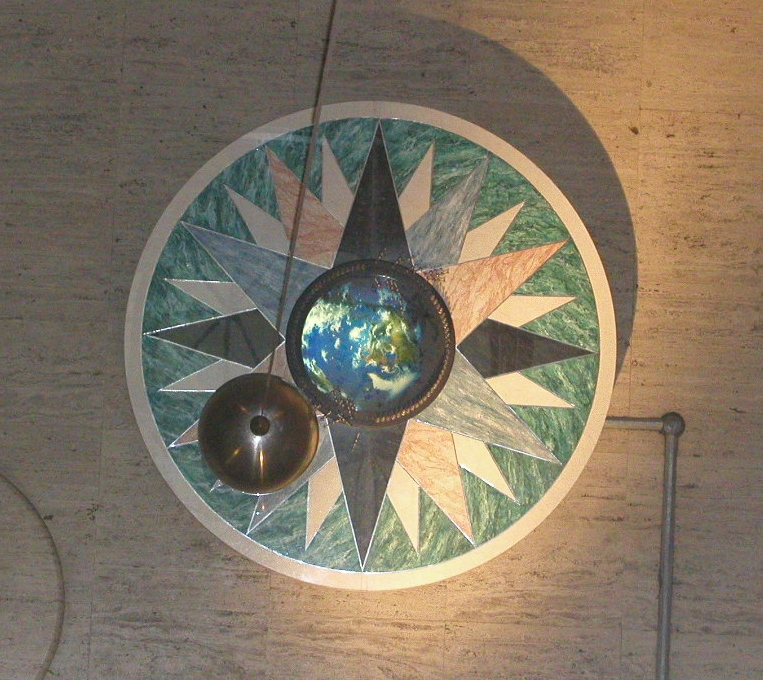
Pêndulo de Foucault em Filadélfia (Franklin Institute).

Um pêndulo de Foucault (pronúncia em francês: [fuˈko]), assim chamado em referência ao físico francês Jean Bernard Léon Foucault, é uma experiência concebida para demonstrar a rotação da Terra em relação a seu próprio eixo. A primeira demonstração data de 1851, quando um pêndulo de 30 kg foi fixado ao teto do Panteão de Paris por um fio rígido de 67 metros de comprimento. A massa de 30 kg era constituída de uma esfera metálica parcialmente oca, cheia de areia fina, com um orifício, pelo qual durante o movimento a areia ia se escorrendo lentamente, a fim de marcar no chão a trajetória do pêndulo; o rastro deixado pela areia não se sobrepunha um ao outro, mas sim existia um espaçamento entre um e outro a cada período do pêndulo completado. A originalidade do pêndulo reside no fato de ter liberdade de oscilação em qualquer direção, ou seja, o plano pendular não é fixo. A rotação do plano pendular é devida à rotação da Terra. A velocidade e a direção de rotação do plano pendular permitem igualmente determinar a latitude do local da experiência sem nenhuma observação astronômica exterior.

## Princípio

Animação do Pêndulo de Foucault exibindo o sentido de rotação no hemisfério sul

O pendulo de Foucault, devido à sua concepção e dimensões, é capaz de revelar a rotação da Terra, sem que seja necessário ir ao espaço sideral para verificar, o que veio a ocorrer cerca de um século depois da primeira demonstração do pêndulo. 
O plano de oscilação do pêndulo gira em torno do seu eixo devido à força de Coriolis, que é consequência do movimento de rotação da Terra. Muitos textos e áudios, explicam erroneamente que "a Terra gira em torno do pêndulo". Efetivamente a Terra gira embaixo do pêndulo, pois ele possui um sofisticado sistema de sustentação de baixíssimo atrito, mas o período de rotação do plano do pêndulo não é igual ao período de rotação da Terra, exceto nos polos. 
O período de rotação do plano pendular é inversamente proporcional ao seno da latitude do local. O tempo T para uma rotação completa do plano de oscilação, considerando uma latitude θ, é dado por T(θ) = 24/sen θ, sendo T dado em horas. Os únicos lugares em que o tempo de rotação completa do plano de oscilação do pêndulo de Foucault é igual a 24 horas são os polos norte e sul, onde temos θ = 90 graus. O movimento angular do pêndulo de Foucault ocorre no sentido horário no hemisfério norte e no sentido anti-horário no hemisfério sul, sendo que no equador não gira.  
Por exemplo:
- 1 dia sideral (24 horas) nos polos;
- 1,4 dias a {\displaystyle 45^{o}} de latitude;
- 2 dias a {\displaystyle 30^{o}} de latitude;
- infinito (ou seja o plano pendular permanece constante) com {\displaystyle 0^{o}} de latitude, no equador.

## Um pouco dematemática
Para simplificar, suporemos a amplitude das oscilações suficientemente pequena para admitir que a massa oscilante do pêndulo se desloca horizontalmente. Notemos Oxy este plano horizontal, com O posição da massa em repouso, Ox eixo horizontal dirigido para o leste (logo tangente ao paralelo), e Oy dirigido para o norte (logo tangente ao meridiano). O terceiro eixo Oz será vertical, dirigido para cima.lp

### Caso do pêndulo simples
Sem se levar em conta a rotação da Terra, as equações do movimento são as do pêndulo simples, ou seja:
{\displaystyle \left\{{\begin{matrix}x''=-\omega ^{2}x\\y''=-\omega ^{2}y\end{matrix}}\right.}
onde ω é a oscilação própria do pêndulo simples, ou seja:
{\displaystyle \omega ={\sqrt {g/l}}}
onde g é a aceleração da gravidade e l o comprimento do pêndulo.
A título de exemplo, se no instante t = 0 o pêndulo passa em O com uma velocidade V0
segundo o eixo Ox, então a solução deste sistema é:
{\displaystyle \left\{{\begin{matrix}x=&{V_{0} \over \omega }\sin(\omega t)\\y=&0\end{matrix}}\right.}

### Caso do pêndulo de Foucault
Com a rotação da Terra, deve-se levar em conta a aceleração de Coriolis:
{\displaystyle 2\Omega ({\vec {v}}\times {\vec {k}})}
onde  {\displaystyle {\vec {v}}} é a velocidade do pêndulo, {\displaystyle {\vec {k}}} é o vetor unitário no eixo de rotação terrestre e Ω a velocidade de rotação angular da Terra (ou seja, uma volta em um dia sideral). Essa velocidade de rotação Ω é muito menor que a oscilação própria ω do pêndulo.
Se nos encontramos à latitude θ, então o vetor {\displaystyle \Omega {\vec {k}}} tem como componentes no referencial Oxyz:
{\displaystyle {\begin{pmatrix}0\\\Omega \cos {\theta }\\\Omega \sin {\theta }\end{pmatrix}}}
{\displaystyle {\vec {v}}} tem como componentes:
{\displaystyle {\begin{pmatrix}x'\\y'\\0\end{pmatrix}}},
de modo que a aceleração de Coriolis terá os componentes:
{\displaystyle {\begin{pmatrix}2y'\Omega \sin {\theta }\\-2x'\Omega \sin {\theta }\\2x'\Omega \cos {\theta }\end{pmatrix}}}.
As equações de movimento no plano Oxy tornam-se:
{\displaystyle \left\{{\begin{matrix}x''=-\omega ^{2}x+2y'\Omega \sin {\theta }\\y''=-\omega ^{2}y-2x'\Omega \sin {\theta }\end{matrix}}\right.}
Se se supõe ainda que no instante t = 0 o pêndulo passe em O com a velocidade V0 no eixo Ox, então pode-se verificar que as soluções x e y do sistema diferencial são tais que:
{\displaystyle \left\{{\begin{matrix}x=&{V_{0} \over \omega _{0}}\sin(\omega _{0}t)\cos(\Omega \sin(\theta )t)\\y=&-{V_{0} \over \omega _{0}}\sin(\omega _{0}t)\sin(\Omega \sin(\theta )t)\end{matrix}}\right.}
com
{\displaystyle \omega _{0}={\sqrt {\omega ^{2}+\Omega ^{2}\sin ^{2}(\theta )}}}
Pode-se escrever que:
{\displaystyle {\begin{pmatrix}x\\y\end{pmatrix}}={V_{0} \over \omega _{0}}\sin(\omega _{0}t){\begin{pmatrix}\cos(\Omega \sin(\theta )t)\\-\sin(\Omega \sin(\theta )t)\end{pmatrix}}}

### Interpretação e comparação
A quantidade {\displaystyle {V_{0} \over \omega _{0}}\sin(\omega _{0}t)} exprime o fato que o pêndulo de Foucault oscila com uma pulsação própria ω0 ligeiramente diferente daquela do pêndulo simples, mas como Ω é muito pequeno em comparação com ω, a diferença entre ω e ω0 é muito pequena.
Mais notável, a oscilação se dá segundo a direção:
{\displaystyle {\begin{pmatrix}\cos(\Omega \sin(\theta )t)\\-\sin(\Omega \sin(\theta )t)\end{pmatrix}}}
que roda lentamente segundo a pulsação:
{\displaystyle \Omega \sin(\theta )}